# Лупьяк (Тарн)
Лупья́к (фр. Loupiac, окс. Lopiac) — коммуна во Франции, находится в регионе Юг — Пиренеи. Департамент — Тарн. Входит в состав кантона Рабастан. Округ коммуны — Альби.
Код INSEE коммуны — 81149.

## География

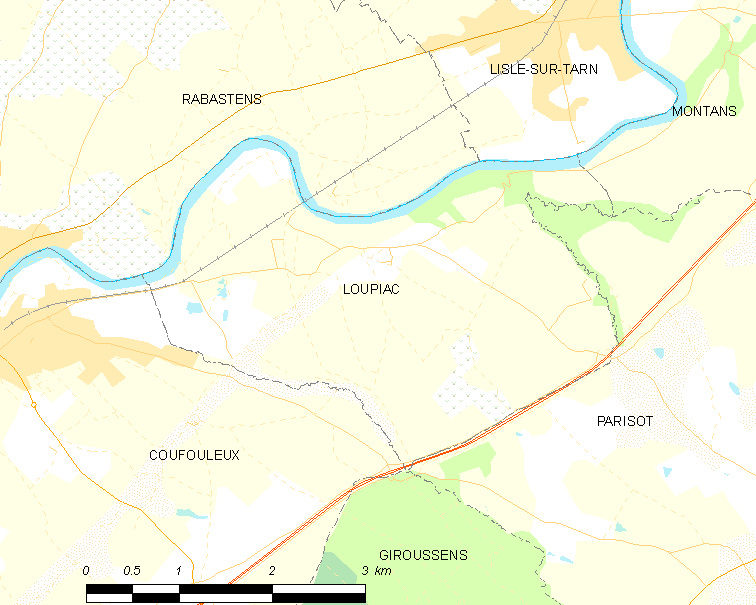
Карта коммуны

Коммуна расположена приблизительно в 560 км к югу от Парижа, в 37 км северо-восточнее Тулузы, в 32 км к западу от Альби.
На севере коммуны протекает река Тарн.

## Климат
Климат умеренно-океанический. Зима мягкая и дождливая, лето жаркое с частыми грозами. Ветры довольно редки.

## Население
Население коммуны на 2010 год составляло 396 человек.
| 1962 | 1968 | 1975 | 1982 | 1990 | 1999 | 2010 |
| ---- | ---- | ---- | ---- | ---- | ---- | ---- |
| 262  | 235  | 208  | 219  | 239  | 271  | 396  |

## Администрация
| Период | Период | Фамилия      | Партия | Примечания |
| ------ | ------ | ------------ | ------ | ---------- |
| 2001   | 2014   | Анри Педюран |        |            |
| 2014   | 2020   | Патрик Коссе |        |            |

## Экономика
В 2007 году среди 222 человек в трудоспособном возрасте (15—64 лет) 168 были экономически активными, 54 — неактивными (показатель активности — 75,7 %, в 1999 году было 68,3 %). Из 168 активных работали 156 человек (81 мужчина и 75 женщин), безработных было 12 (6 мужчин и 6 женщин). Среди 54 неактивных 26 человек были учениками или студентами, 10 — пенсионерами, 18 были неактивными по другим причинам.